# Xanthoparmelia ewersii
Xanthoparmelia ewersii är en lavart som beskrevs av Elix. Xanthoparmelia ewersii ingår i släktet Xanthoparmelia och familjen Parmeliaceae.   Inga underarter finns listade i Catalogue of Life.